# Serbu Super-Shorty
Serbu Super-Shorty là loại súng shotgun được chế tạo bởi công ty vũ khí tư nhân Serbu tại Tampa, Florida, Hoa Kỳ. Loại shotgun ngắn ngủn và hơi mập này được thiết kế bởi Mark Serbu như một mẫu biến thể của Mossberg 500 và Remington 870 nhưng ngắn và cơ động nhất có thể. Thiết kế được thông qua và Super-Shorty được sản xuất với số lượng lớn cho cả mục đích dân sự, quân sự và thực thi pháp luật. Súng được thiết kế sử dụng trong tác chiến tầm gần với xác suất cao cho "Một phát hạ một" trong khi vẫn duy trì kích thước nhỏ gọn dễ xoay trở. Trong quân đội và thi hành công vụ thì nó khá hữu ích trong việc bắn đạn phá cửa và dùng để tuần tra. Ngoài ra súng cũng được sử dụng trong các cảnh của một số phim Hollywood.

## Thiết kế
Serbu Super-Shorty sử dụng cơ chế nạp đạn kiểu bơm sử dụng đạn 12 gauge nhưng cũng có mẫu sử dụng đạn 20 gauge nhưng mẫu này chỉ được chế tạo khi có đặt hàng. Và tùy theo từng đơn hàng mà súng được chế tạo như nòng sẽ được chế tạo sử dụng hiệu quả các loại đạn shogun đặc, độ dài ống đạn, có thêm báng súng hay không. Súng có một tay cầm chữ I phía trước dùng để cầm cũng như lên đạn. Với mục đích quân sự và phản ứng nhanh thì súng có thêm bộ phận chống giật đầu nòng.
Do là súng cận chiến tầm gần nên không có điểm ruồi. Ống đạn tiêu chuẩn của súng chứa được 2 viên nhưng súng cũng có mẫu hơi dài hơn với ống đạn chứa được từ 3 đến 4 viên.